# Zijp (rivier Zuid-Holland)

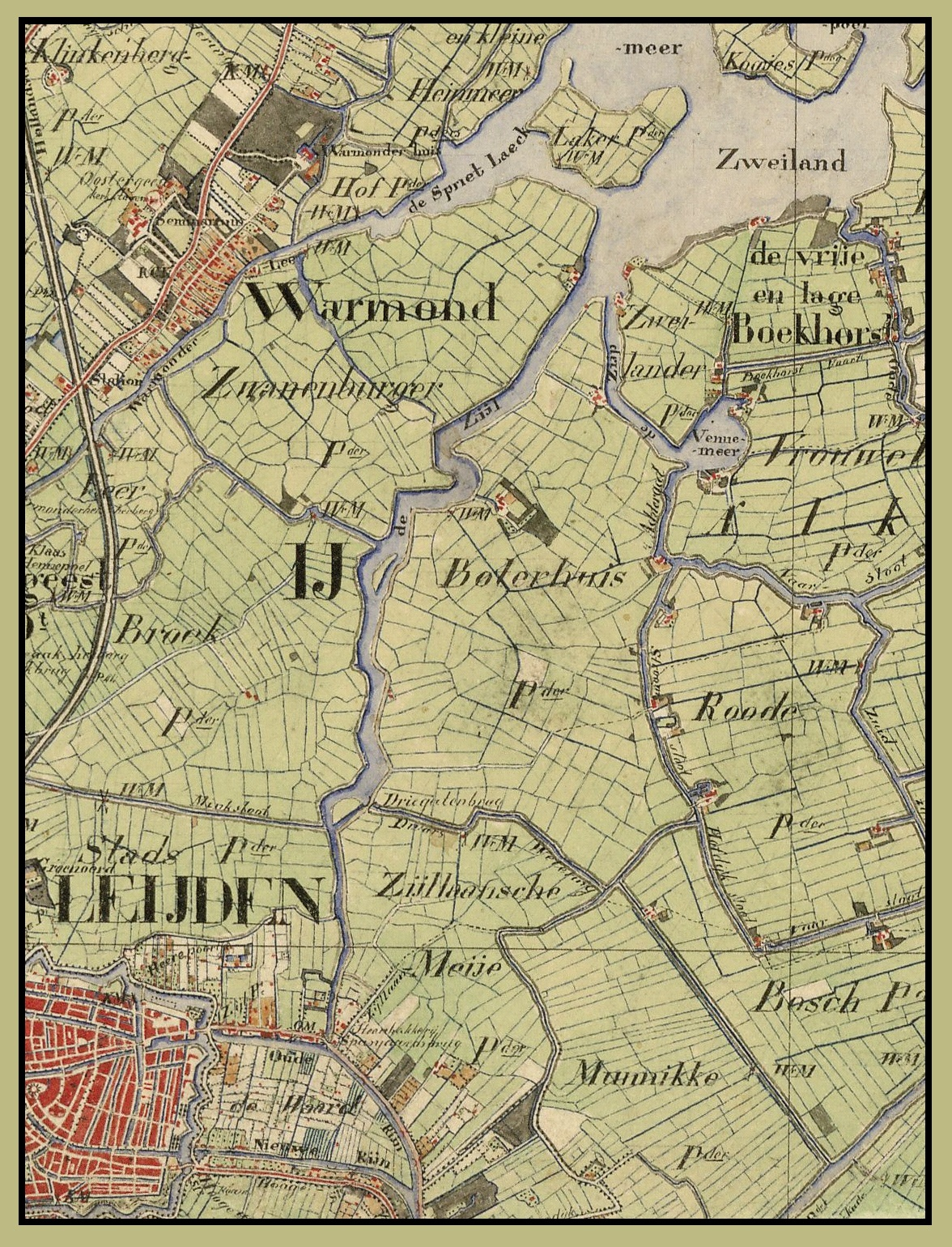
Kaart uit 1850-1851 met de ligging van de Zijp ten opzichte van Leiden en de Kagerplassen.

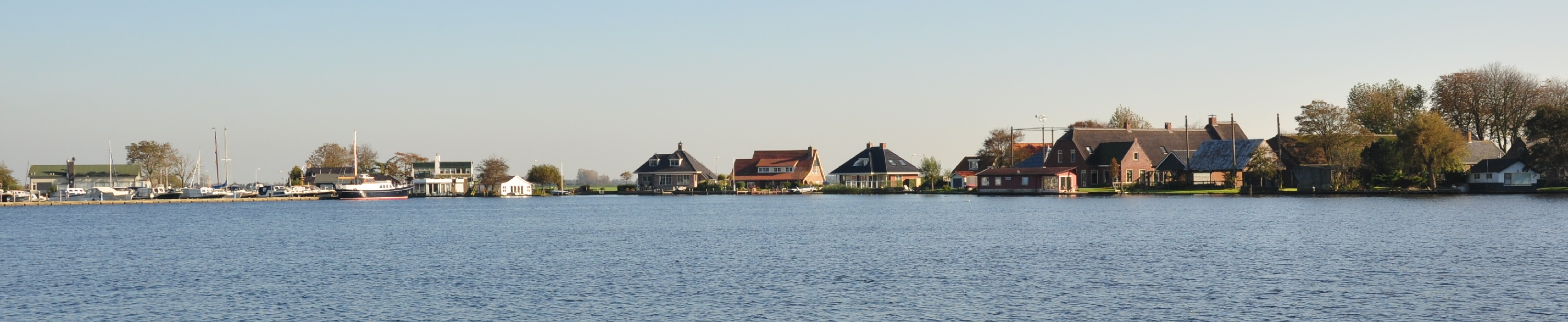
Het Vennemeer

De Zijp (op oude kaarten de Sijp of Zyp) is een korte rivier (veenstroom) in de gemeente Teylingen (Zuid-Holland) die twee van de Kagerplassen met elkaar verbindt: het Vennemeer en het Zweiland.
De Zijp is slechts 1,0 km lang en loopt ongeveer in een noord-zuid richting met halverwege een bocht. De Zijp loopt door een karakteristiek Zuid-Hollands veenweidegebied met slechts één boerderij - genaamd Zijleinde - halverwege de westoever in de Boterhuispolder. Langs de oostoever ligt de Zweilanderpolder. In de zomer wordt de Zijp druk bevaren door watersporters; in het Vennemeer ligt namelijk een forse jachthaven. In de noordelijke helft van de rivier liggen veel woonboten afgemeerd, vooral langs de oostelijke oever.
Bij de monding in het Zweiland ligt op de oostelijke oever de Kaagsociëteit. Om de sociëteit te kunnen bereiken is er op dit punt een voetpontje over de Zijp.
De Zijp behoort tot de boezemwateren binnen het Hoogheemraadschap van Rijnland en heeft een zomerpeil van 0,59 m beneden Normaal Amsterdams Peil en een winterpeil van NAP −0,62 m, drie centimeter lager dus.. Als een zogenaamde "primaire watergang" wordt de Zijp door het Hoogheemraadschap onderhouden.
Iets ten westen van de Zijp loopt de Zijl die net als de Zijp bij de noordpunt van de Boterhuispolder uitmondt in de Kagerplas Zweiland.

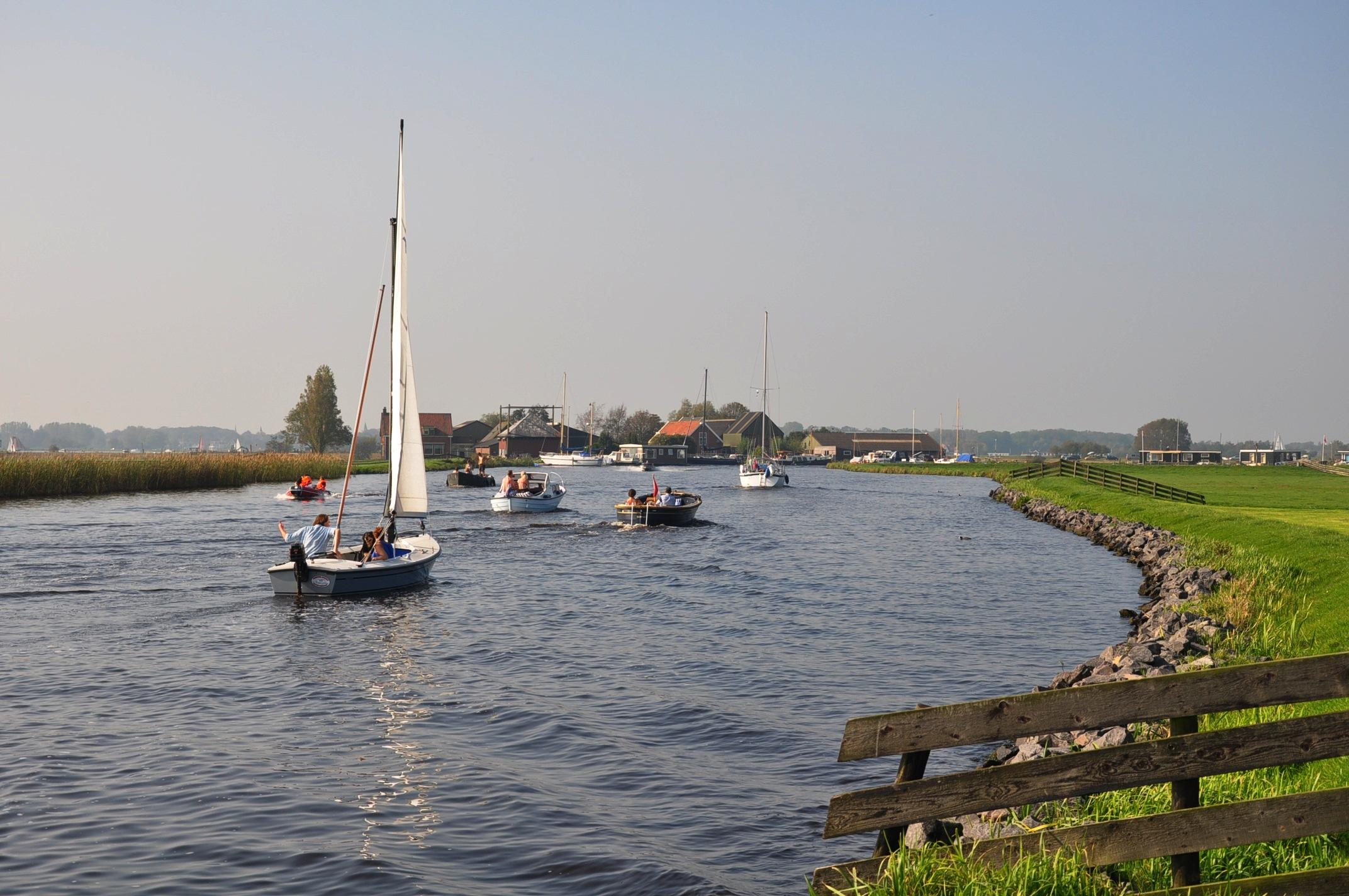
Het zuidelijk deel van de Zijp met in de verte boerderij Zijleinde
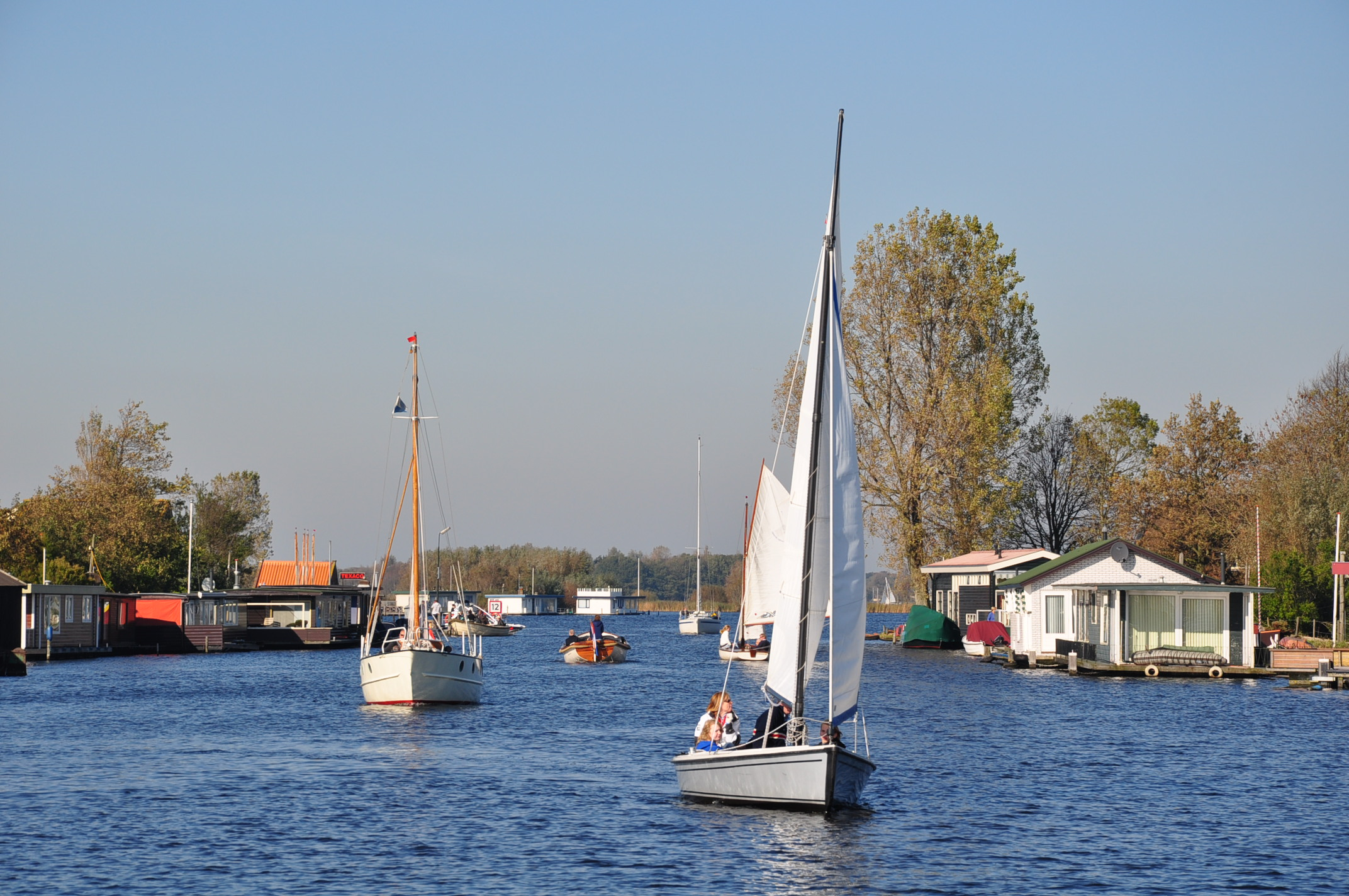
Het noordelijk deel van de Zijp met woonboten langs beide oevers